# Michael Berg
Michael Jørn Berg (født 29. maj 1955 i Hørsholm) er en tidligere dansk håndboldspiller, som blandt andet deltog i OL 1980.

## Håndboldkarriere
På klubplan spillede han for Holte IF. Med klubben blev han tre gange i 1970'erne DM-sølvmedaljevinder. Berg var desuden topscorer i den bedste danske liga i syv sæsoner, heriblandt i 1978, hvor han scorede 201 mål. Han blev af Håndbold Spiller Foreningen kåret som årets mandlige håndboldspiller i 1978 og 1981.
Han debuterede på landsholdet i december 1973, men næste kamp fik han først i 1976. Derefter var han fast man på holdet indtil 1981. Han nåede i alt 90 landskampe og scorede 312 mål. Han var blandt andet med på det hold, der ved VM 1978 i Danmark opnåede en fjerdeplads, og her spillede han alle kampe og scorede 34 mål. Holdets resultat betød kvalifikation til OL 1980 i Moskva, hvor Berg også var med. Sine sidste landskampe spillede han ved B-VM i 1981, som han indvilligede i at stille op til, selv om han egentlig var stoppet på landsholdet.
Michael Berg var en stor og stærk back, der var en af landsholdets store stjerner i en tid, hvor der blev spillet langt færre kampe end i nutiden. Samtidig var de danske spillere amatører, så håndboldsporten kostede mange penge. Derfor havde Berg besluttet at stoppe på landsholdet efter OL i 1980, som skulle have været kulminationen på hans landsholdskarriere. Imidlertid blev han skadet kort inden, og skønt han deltog i OL-turneringen, var han ikke på toppen, og Danmark sluttede på en niendeplads.

## Privatliv og civil karriere
I sin civile karriere har han været sælger og haft eget firma. Han er gift og har en datter.